# Сусилуото, Илмари
Илмари Сусилуото (фин. Ilmari Susiluoto; 15 октября 1947 - 30 марта 2016) — финский политолог.
Доктор политических наук, в 1982 г. защитил диссертацию «The Origin and Developments of Systems Thinking in the Soviet Union». С этого же года работал в отделе России МИД Финляндии, с 1984 г. преподаёт в Хельсинкском университете.
Написал книги «Маленькая книга о Карелии» (фин. Pieni Karjalakirja; 1999), «Маленькая книга о Петербурге» (фин. Pieni Pietarikirja; 2000), «Работа дураков любит: азбука русского юмора» (фин. Työ tyhmästä pitää: venäläisen huumorin aakkoset; 2000), «Россия — великан под обстрелом», «Россия и крах бандитского капитализма», «Арифметика Величия».